# Eukiefferiella daitoquerea
Eukiefferiella daitoquerea är en tvåvingeart som beskrevs av Sasa och Suzuki 2001. Eukiefferiella daitoquerea ingår i släktet Eukiefferiella och familjen fjädermyggor. Inga underarter finns listade i Catalogue of Life.